# 楊春雷特效涼茶

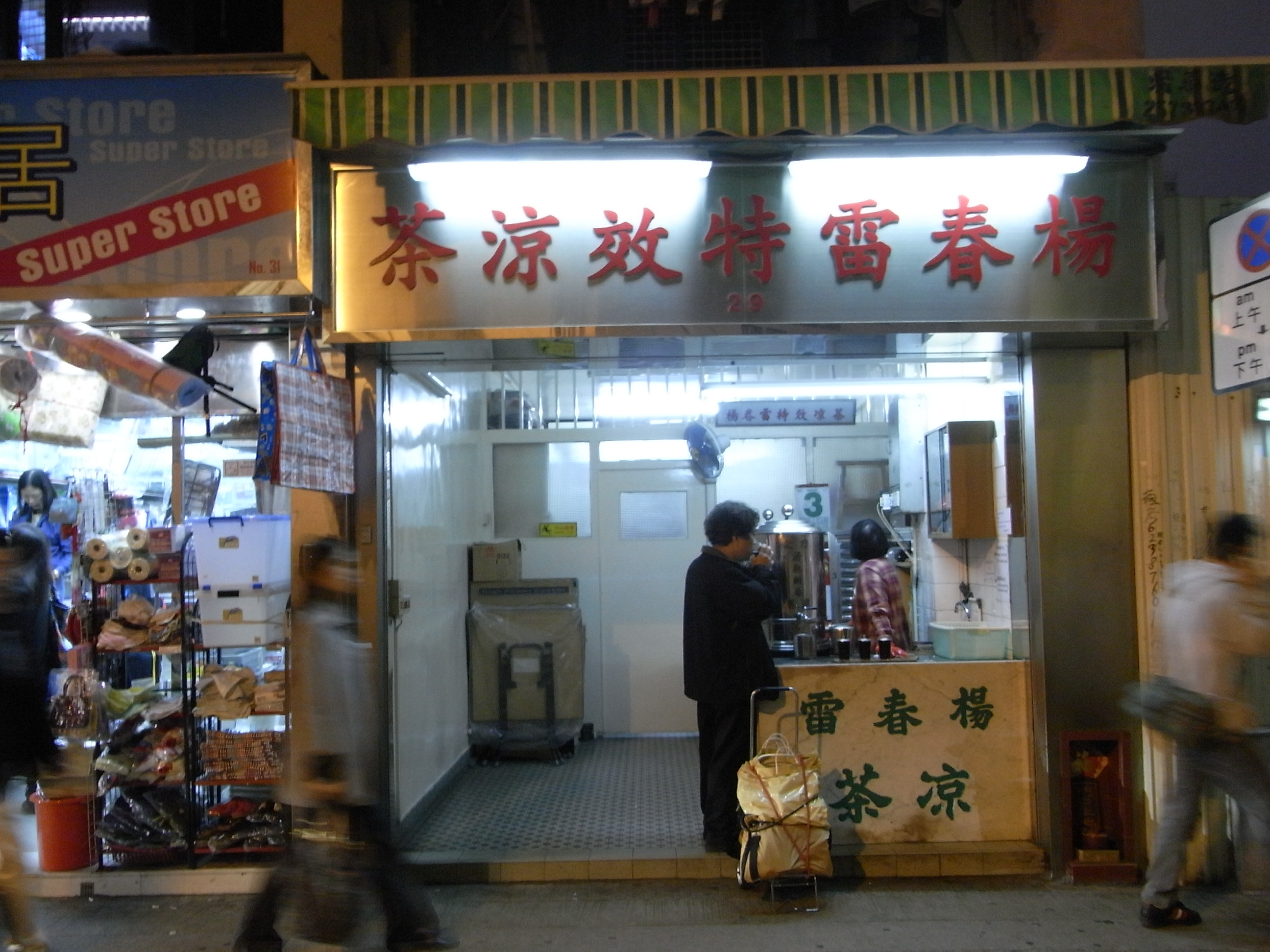
楊春雷特效涼茶店面

楊春雷特效涼茶是香港一家已結業的涼茶舖，位於灣仔春園街29號，於1912年開業，是香港少有的前鋪後居的店鋪。

## 歷史
楊春雷特效涼茶於1912年由中醫楊泗海創立創辦，只售獨門秘方的廿四味涼茶。2020年1月24日，第三代傳人楊文佳在生意日漸走下坡的情況下，決定在光榮結業。結業後，楊春雷特效涼茶使用超過半世紀的兩個大銅壺會交予藍屋的香港故事館保存，這兩個大銅壺上刻有「特效清熱解毒涼茶」字樣，是楊家的家傳之寶。